# Ramon Cecchini
Ramon Cecchini (* 30. August 1990 in Winterthur) ist ein Schweizer Fussballspieler. Er steht beim SC YF Juventus Zürich in der Promotion League unter Vertrag.

## Karriere
Cecchini durchlief seine Jugendkarriere beim FC Winterthur. Mit 17 Jahren wechselte er dann zuerst für zwei Jahre in die Jugendabteilung des FC Basel und zwei Jahre später zur U-21-Mannschaft des Grasshopper Club Zürich, wo er jeweils in der 1. Liga zum Einsatz kam. Im Sommer 2011 wechselte er schliesslich zum FC Vaduz, zu diesem Zeitpunkt noch im Spielbetrieb der Challenge League, und stieg am Ende der Saison 2013/14 in die Super League auf. Im Januar 2016 wurde er für ein halbes Jahr an seinen Jugendverein FC Winterthur ausgeliehen.

## Titel und Erfolge
FC Vaduz
- Liechtensteiner Cupsieger: 2013, 2014, 2015, 2016, 2017